# القود الأوسط (أسلم)

تعديل مصدري - تعديل

القود الأوسط هي إحدى قرى عزلة أسلم الشام بمديرية أسلم التابعة لمحافظة حجة، بلغ تعداد سكانها 67 نسمة حسب تعداد اليمن لعام 2004.